# 金沙街道 (七台河市)
金沙街道是中华人民共和国黑龙江省七台河市新兴区下辖的一个街道办事处。

## 行政区划
金沙街道下辖以下村级行政区划单位：
福泽社区、安民社区、利民社区、乐民社区。